# Рогуди
Рогу́ди (итал. Roghudi) — коммуна в Италии, располагается в регионе Калабрия, в провинции Реджо-Калабрия.
Население составляет 1279 человек (2008 г.), плотность населения составляет 36 чел./км². Занимает площадь 36 км². Почтовый индекс — 89060. Телефонный код — 0965.
Входит в число девяти грекоязычных коммун составляющих Калабрийскую Грецию (см. Бовесиа).
Покровительницей коммуны почитается Пресвятая Богородица (Madonna delle Grazie), празднование 2 июля.

## Демография
Динамика населения:

## Администрация коммуны
- Официальный сайт: